# Prostitución en Portugal
La prostitución en Portugal es legal, pero es ilegal que una tercera persona obtenga ganancias, promueva, fomente o facilite la prostitución de otra. En consecuencia, se prohíbe la prostitución organizada (burdeles, redes de prostitución u otras formas de proxenetismo).
Aunque el número de trabajadores involucrados en la industria es notoriamente difícil de estimar, a mediados de la década de 2000, se estimaba que el número de prostitutas era de 28 000, de las cuales al menos el 50% eran extranjeras.

## Marco legal
El estado legal de la prostitución en Portugal ha cambiado varias veces. En 1949, entró en vigor una ley estricta sobre enfermedades de transmisión sexual, imponiendo más restricciones en el registro de trabajadores y prohibiendo la apertura de nuevas casas de prostitución. Las casas existentes podían ser cerradas si se consideraba que representaban una amenaza para la salud pública. Esta ley tenía como objetivo erradicar la prostitución.
En 1963, la prostitución se convirtió en ilegal. En ese momento, los burdeles y otros locales fueron cerrados. La ley tuvo poco efecto en la extensión de la prostitución, y el 1 de enero de 1983, esta ley fue parcialmente derogada, haciendo ilegal no el trabajo sexual en sí, sino solo su explotación y facilitación. Aún era posible la persecución bajo cargos de indecencia pública y moral, pero esto era infrecuente. La prostitución masculina nunca ha sido reconocida.
El Código fue modificado más recientemente en 2001, específicamente para abordar las crecientes preocupaciones sobre la prostitución infantil y la trata de personas. Según un portavoz del Gobierno portugués, "La opinión del Gobierno era que la prostitución no era un delito. Ni los clientes de las prostitutas eran considerados criminales, pero aquellos que explotaban a las prostitutas y obtenían beneficios de sus actividades eran considerados criminales según la ley". En su revisión de la legislación europea en 2005, el informe del Parlamento Europeo categorizó a Portugal como 'abolicionista'. Es decir, ni el trabajo en interiores ni en exteriores están prohibidos ni regulados, pero aún existen restricciones en las condiciones de trabajo que surgen de la costumbre, no de la ley, pero son aplicadas por la policía. Por ejemplo, no se puede alquilar un apartamento a una trabajadora sexual.
El artículo 170 (Lenocinio, Vivir de las Ganancias Inmorales) del Código Penal establece:
1 - Quien promueva, fomente o facilite la práctica de la prostitución o actos sexuales de alivio por parte de otra persona, será castigado con prisión por un periodo de 6 meses a 5 años.
2 - Si un agente de la autoridad utiliza violencia, amenazas graves, engaño, fraude, abuso de autoridad derivado de una relación jerárquica de dependencia, económica o laboral, o se aprovecha de la incapacidad mental de la víctima u otra situación de especial vulnerabilidad, será castigado con prisión por un periodo de 1 a 8 años.

## Entorno

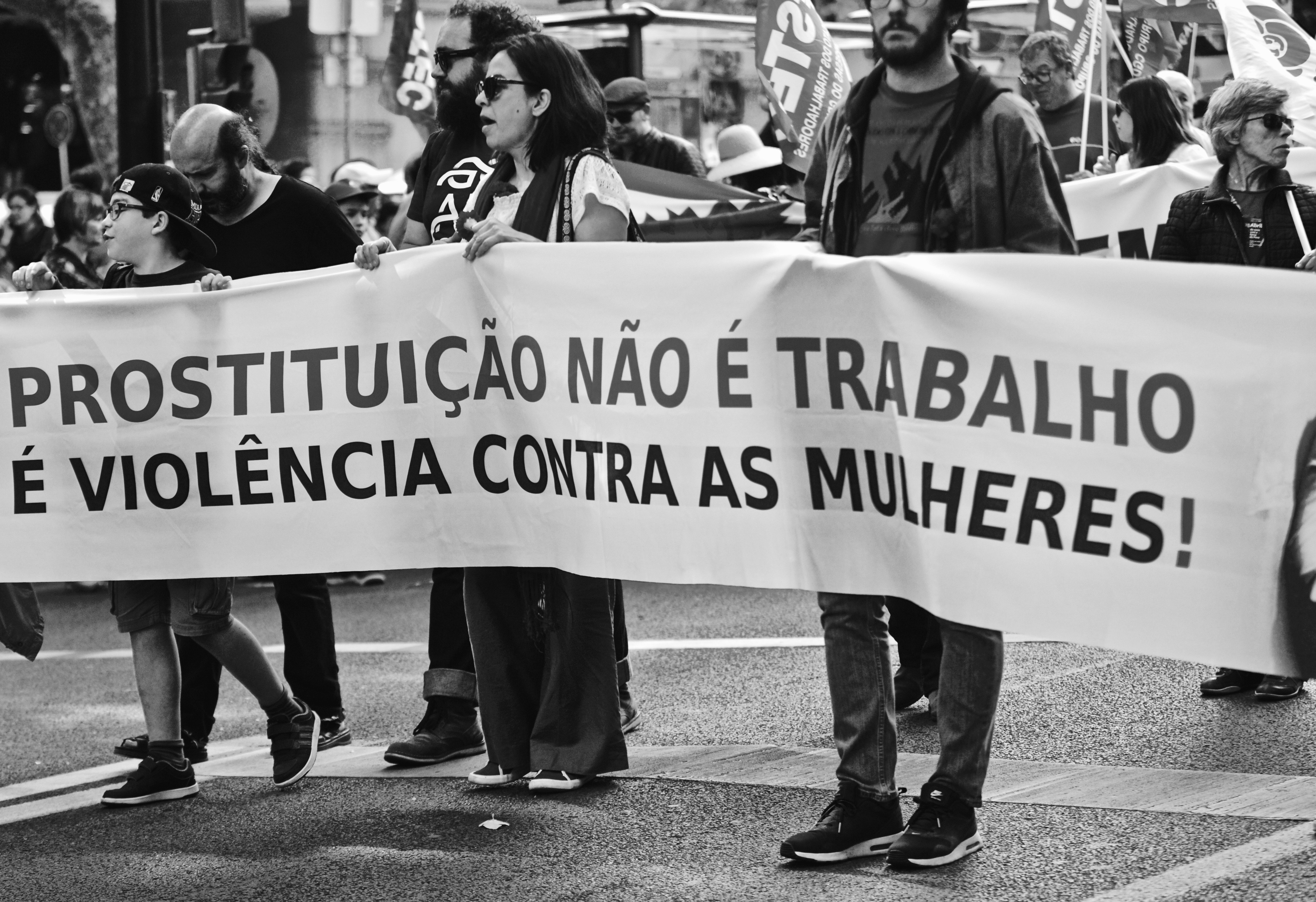
Manifestación contra la prostitución en Portugal.

En Portugal, la prostitución se produce en varios entornos. En la prostitución callejera, la prostituta solicita clientes mientras espera en las esquinas de las calles o camina por la calle. La prostitución también ocurre en algunos salones de masajes, bares y pubs. Existen burdeles "no oficiales" que son establecimientos específicamente dedicados a la prostitución, pero disfrazados como discotecas, hostales o restaurantes. También existe una forma de prostitución que a menudo se oculta bajo el paraguas de agencias de acompañantes, que proporcionan escorts atractivas para eventos sociales. Las prostitutas caras y jóvenes que hacen publicidad en la web y en los quioscos de prensa se pueden encontrar fácilmente en las principales ciudades y en los destinos turísticos más concurridos. La prostitución también puede tener lugar en el apartamento de la prostituta, que puede estar ubicado desde las zonas suburbanas hasta apartamentos caros en los principales centros urbanos. Los contactos de los servicios de prostitución se encuentran fácilmente en muchas revistas, periódicos y sitios web.
Tanto la prostitución heterosexual como la homosexual masculina también ocurren en diversos entornos, que van desde bares gay hasta discotecas y centros turísticos. Una gran parte de los hombres que se dedican a la prostitución en Portugal también son extranjeros, especialmente de Brasil y África. El concepto de gigoló se utiliza y generalmente se relaciona con prostitutos masculinos que tienen una clientela exclusivamente femenina. La mayoría de las grandes ciudades tienen áreas donde los prostitutos masculinos homosexuales se ponen a disposición regularmente de posibles clientes masculinos que pasan en coche.
También existe la prostitución transexual, especialmente de travestis brasileñas, tanto en la calle como a través de sitios web. 
Cada vez más, uno de los principales medios de comunicación de la prostitución en Portugal, al igual que en otros países, es Internet.

## Clientes
Al igual que en otros países conservadores donde el sexo prematrimonial era mal visto, en Portugal, antes de la década de 1970, era una tradición que un joven iniciara su vida sexual con una prostituta, a veces con la guía de su padre. Hoy en día, la mayoría de los hombres inician su vida sexual a una edad más temprana que en el pasado y generalmente en el contexto de una relación, en lugar de con una prostituta.

## Historia
En el siglo XIX, la prostitución estaba en gran medida concentrada en barrios bohemios conocidos, como Bairro Alto, Alfama y Mouraria.
La prostitución se hizo mucho más visible desde principios de la década de 1990, con una oleada migratoria desde Brasil y países de Europa del Este.
Fuentes de prensa sugieren que la mitad de las mujeres que se dedican a la prostitución en Portugal son extranjeras, especialmente de Brasil y países de Europa del Este, pero también de África y algunos países asiáticos.
Durante el siglo XIX algunas prostitutas portuguesas también se casaron con miembros de las tríadas chinas de Macao antes de que China lo recuperara de Portugal, lo que les proporcionó acceso a la ciudadanía portuguesa.